# شزندرة كبيرة الثمار
شزندرة كبيرة الثمار (الاسم العلمي:Schisandra macrocarpa) هي نوع من النباتات يتبع جنس الشزندرة من الفصيلة الشزندرية.